# Sipaneopsis
Sipaneopsis là một chi thực vật có hoa trong họ Thiến thảo (Rubiaceae).

## Loài
Chi Sipaneopsis gồm các loài: